# Toifilou Maoulida
Toifilou Maoulida (* 8. Juni 1979 in Kani-Kéli, Mayotte) ist ein ehemaliger französischer Fußballspieler.

## Karriere

### Verein
Maoulida begann seine Karriere 1997 bei Montpellier HSC. Nach vier Jahren wechselte er zu Stade Rennes und spielte auch eine Leihsaison beim FC Metz. Im Jahr 2005 ging er dann nach zur AS Monaco, wo er sich aber nicht durchsetzen konnte. Deshalb wurde er an Olympique Marseille ausgeliehen, wo er erfolgreicher war.
In 22 Spielen erzielte er elf Tore und bereitete 13 Treffer vor. Nebenbei entwickelte er eine neue Art des Jubelns. Nach jedem von ihm geschossenen Tor zog er ein Papier aus seinen Stutzen mit einer bestimmten Nachricht darauf. Zum Beispiel: „Ich bin stolz, ein Marseiller zu sein“, oder „Für meine Mutter und meinen Vater, die ich sehr mag“. Aufgrund seiner guten Leistungen zog Olympique Marseille die Kaufoption für Toifilou Mauolida und verpflichtete ihn für die nächsten drei Jahre.
Die Saison 2006/07 verlief für den Mann aus Mayotte jedoch nicht so erfolgreich, da ihm lediglich neun Treffer in insgesamt über 40 Spielen gelangen. Aus diesem Grund wechselte er zur Saison 2007/08 zur AJ Auxerre, wo er wieder mit seinem ehemaligen Trainer Jean Fernandez zusammenarbeitete. Aber nach nur einem Tor in insgesamt 15 Spielen für die Burgunder wechselte er im Januar 2008 zum RC Lens. Als die Nordfranzosen 2011 in die zweite Liga abstiegen, unterschrieb er einen Vertrag beim SC Bastia. Von 2014 bis 2016 spielte er bei Olympique Nîmes und in der Saison 2016/17 für den FC Tours. Hier beendete er im Sommer 2017 seine aktive Karriere.

### Nationalmannschaft
Maoulida bestritt 2008 ein Länderspiel in der mahorischen Fußballauswahl, die allerdings kein Mitglied der FIFA ist.

## Privates
Der Vorname Toifilou bedeutet wörtlich übersetzt so viel wie „Du Schlingel“.
Maoulidas Bruder Benjamin Moustapha ist ebenfalls Fußballer; die Brüder spielten von 1999 bis 2001 gemeinsam beim HSC Montpellier.

## Titel und Erfolge
- Finalist der Coupe de France: 2006, 2007 mit Olympique Marseille
- Französischer Vize-Meister 2007 mit Olympique Marseille